# 坂戸市立住吉中学校
坂戸市立住吉中学校（さかどしりつ すみよしちゅうがっこう）は、埼玉県坂戸市塚越にある公立中学校。通称は、住中(すみちゅう)。1956年4月1日に勝呂中学校と三芳野中学校が統合して開校した。2021年(令和3年)10月20日で開校65周年となった。
部活動が盛んで、数多くの部活動が県大会、全国大会への出場記録を持つ。
2003年には全国中学校駅伝大会の男子の部で優勝している。当時アンカーを務めた大津翔吾は後に東洋大学の主力選手として第85・86回箱根駅伝の優勝に貢献した。近年は弱小化しているが全国屈指の陸上の強豪校であった。なお、平成30年度の100メートル走で全国大会出場の選手を輩出した。また最近では卓球部の活躍が目立っており、関東大会に出場した。

## 沿革[1]
- 1956年（昭和31年）4月1日 - 坂戸町立勝呂中学校、三芳野中学校を統合し、坂戸町立住吉中学校として発足

初代校長　高野亀吉　着任
- 1956年（昭和31年）4月10日 - 校章制定
- 1956年（昭和31年）8月10日 - 新校舎落成式挙行
- 1956年（昭和31年）10月20日 - 開校記念日制定(校名決定日)
- 1957年（昭和32年）3月18日 - 校旗制定(第1回卒業生寄贈)
- 1958年（昭和33年）10月20日 - 校歌制定　開校3周年記念式典挙行
- 1960年（昭和35年）4月1日 - 第2代校長　水村正夫　着任
- 1963年（昭和38年）4月1日 - 第3代校長　星野末吉　着任
- 1965年（昭和40年）2月25日 - 給食室完成(学校給食完成)
- 1965年（昭和40年）4月1日 - 第4代校長　小鹿野隆次　着任
- 1965年（昭和40年）10月20日 - 開校10周年記念式典挙行
- 1968年（昭和43年）4月1日 - 第5代校長　飯島藤吉　着任
- 1968年（昭和43年）12月18日 - 体育館完成
- 1973年（昭和48年）4月1日 - 第6代校長　高篠正次　着任
- 1973年（昭和48年）7月9日 - プール完成
- 1976年（昭和51年）4月1日 - 第7代校長　畑仲鶴雄　着任
- 1976年（昭和51年）9月1日 - 坂戸市制施行・校名を坂戸市立住吉中学校と改称
- 1977年（昭和52年）2月20日 - 開校20周年記念式典挙行
- 1978年（昭和53年）4月28日 - 校庭整備完了
- 1979年（昭和54年）3月28日 - 仮設校舎増築
- 1981年（昭和56年）4月1日 - 第8代校長　島田六平　着任
- 1981年（昭和56年）4月2日 - 校舎増築及び防音工事完成
- 1982年（昭和57年）4月1日 - 勝呂小・三芳野小に加え、上谷小から新入生を迎える
- 1985年（昭和60年）2月25日 - 防音校舎増築第1期工事完成
- 1985年（昭和60年）4月1日 - 第9代校長　木部章　着任
- 1986年（昭和61年）3月27日 - 防音校舎増築第2期工事完成

坂戸市内では最後となった木造校舎がなくなる
- 1986年（昭和61年）4月26日 - 開校30周年記念式典並びに校舎等竣工記念式典挙行
- 1987年（昭和62年）4月1日 - 第10代校長　内田健一　着任
- 1988年（昭和63年）4月1日 - 第11代校長　横山和夫　着任
- 1990年（平成2年）4月1日 - 第12代校長　比留間英雄　着任

コンピュータールーム開設(コンピューター23台設置)
- 1992年（平成4年）2月10日 - 体育館改築工事完成
- 1992年（平成4年）4月1日 - 第13代校長　亀井茂夫　着任
- 1992年（平成4年）5月13日 - 体育館竣工記念式典挙行
- 1992年（平成4年）10月29日 - 石油庫、倉庫、焼窯庫棟完成・校庭東側堤防完成
- 1994年（平成6年）3月26日 - 図書室、音楽室に空調設備完備
- 1995年（平成7年）4月1日 - 第14代校長　小峰禄郎　着任
- 1995年（平成7年）9月19日 - 開校40周年記念　校旗新調
- 1995年（平成7年）12月16日 - 開校40周年記念コンサート
- 1996年（平成8年）9月1日 - 駐輪場・駐車場整備
- 1997年（平成9年）4月1日 - さわやか相談室開設
- 1997年（平成9年）10月1日 - 第15代校長　小川孝　着任
- 2001年（平成13年）4月1日 - 第16代校長　古賀征一　着任
- 2005年（平成17年）4月1日 - 第17代校長　松井正樹　着任
- 2005年（平成17年）10月22日 - 開校50周年記念式典挙行
- 2008年（平成20年）4月1日 - 第18代校長　森澤清　着任
- 2011年（平成23年）4月1日 - 第19代校長　横田政行　着任
- 2013年（平成25年）4月1日 - 第20代校長　佐藤和也　着任
- 2017年（平成29年）4月1日 - 第21代校長　小峰貞夫　着任
- 2020年（令和2年）4月1日 - 第22代校長　金井健治　着任

## 在校生
|      | 1年生 | 2年生 | 3年生 | 合計  |
| 男子 | 103人 | 86人  | 94人  | 283人 |
| 女子 | 87人  | 80人  | 78人  | 245人 |
| 合計 | 190人 | 166人 | 172人 | 528人 |

## 著名な出身者
- 梶裕貴 - 声優・ナレーター・歌手

## 通学学区[2]
- 坂戸市立勝呂小学校の校区
  - 赤尾
  - 島田
  - 石井
  - 石井元宿1
  - 石井元宿2
  - 石井元宿3
  - 塚越
  - 戸宮
  - 栄
- 坂戸市立三芳野小学校の校区
  - 紺屋
  - 横沼
  - 小沼
  - 青木
  - 東坂戸2丁目(一部)
- 坂戸市立上谷小学校の校区
  - 中小坂
  - 東坂戸1丁目
  - 東坂戸2丁目(一部)

## アクセス
バス
- 若葉駅(最寄り駅)から
  - 東武バス - 若葉駅～塚越(7分)　その後、徒歩9分
  - さかっちワゴン - 若葉駅～住吉中学校(11分)　その後、徒歩3分